# Pfand auf Mehrweggetränkebehälter in Deutschland

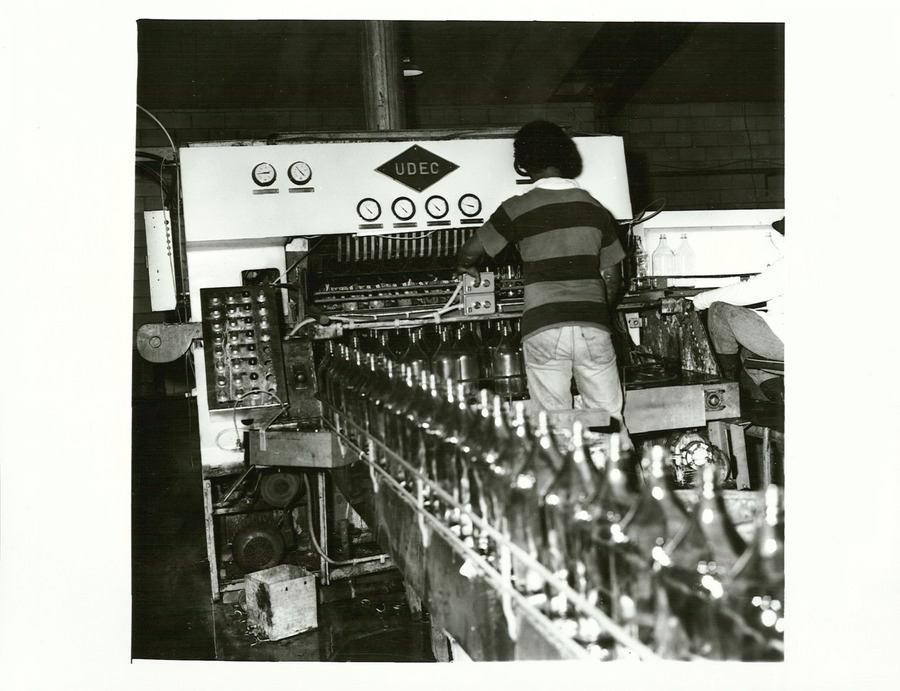
Wiederbefüllung gebrauchter Flaschen im Jahr 1979, Neuseeland

Das Pfand auf Mehrweggetränkebehälter in Deutschland ist die geldliche Abgabe auf Mehrweggebinde wie Flaschen und Gefäße, die aus Stoffen bestehen, durch deren Eigenschaften sie wiederverwendet, also gereinigt und mehrfach befüllt werden können. Das Mehrwegpfand beträgt hierzulande abweichend nach Art von Gebinde zwischen 8 und 15 Cent und wird bei Rückgabe, z. B. über Leergutautomaten, zurückgezahlt.
Für Mehrweggetränkebehälter besteht laut Verpackungsverordnung weder eine Pfand- noch eine allgemeine Rücknahmepflicht, da von einem starken Eigeninteresse der Systemanbieter an einer möglichst hohen Rückgabequote ausgegangen wird. Aus juristischer Sicht ist das Mehrwegpfand eine zivilrechtliche Vereinbarung zwischen Käufer und Verkäufer, nur letzterer ist – ggf. nach Vorlage eines Kaufbeleges – lediglich zur Rücknahme der tatsächlich dort gekauften Verpackung und Erstattung des vereinbarten Pfandbetrages verpflichtet.
Im Gegensatz dazu zählen alle pfandpflichtigen Behälter, bei denen nach der Rücknahme das Material zerstört und wieder aufbereitet werden muss, zum Pfand auf Einweggetränkebehälter in Deutschland. Seit der Pfandeinführung im Jahr 2003 ist der Anteil der in Mehrwegverpackungen abgefüllten Getränke kontinuierlich zurückgegangen.

## Übersicht

Logo für Mehrwegverpackungen in Deutschland

Als Ursprung in Deutschland gilt eine Übereinkunft durch Frankfurter Bierhändler im Jahr 1903. Zu dieser Zeit entwarf auch die Berliner Engelhardt-Brauerei ein Pfandsystem, das sich in ganz Berlin und Potsdam durchsetzte, mit einem Pfand von 10 Pfennig je Flasche. Der internationale Produzent Coca-Cola führte das Mehrwegpfand auf eigene Getränkeflaschen in Deutschland erstmals im Jahre 1929 ein.
Für große Produktgruppen wie Bier oder Mineralwasser haben sich im Laufe der Zeit einheitliche Pfandbeträge etabliert: Für Bierflaschen werden in der Regel 8 Cent, bei Mineralwasser und Erfrischungsgetränken 15 Cent Pfand verlangt.

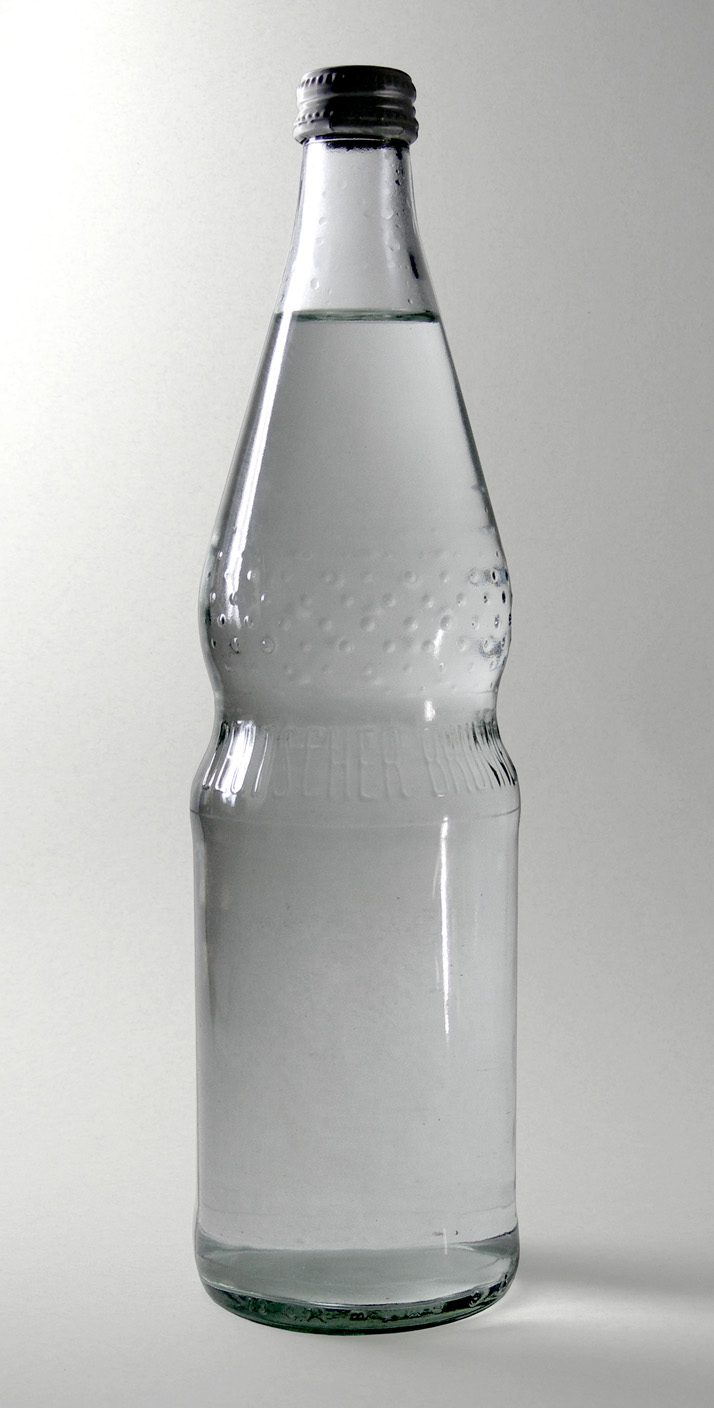
Normbrunnenflasche der GdB mit Umlaufspuren

Eine einheitliche Kennzeichnung von Mehrwegverpackungen existiert nicht, das Verpackungsgesetz schreibt aber zur Stärkung der Mehrwegsysteme bei Getränkeverpackungen am Regal oder Preisschild den deutlichen Hinweis „Einweg“ oder „Mehrweg“ vor, damit Käufer „sich bewusster für Mehrweg oder Einweg entscheiden [können].“
Mehrwegverpackungen selbst sind in der Regel an der Aufschrift Mehrwegflasche bzw. Mehrweg-Pfandflasche auf dem Etikett zu erkennen, zudem zeigen die Symbole Mehrweg – für die Umwelt oder Blauer Engel (Mehrweg) Mehrwegverpackungen an. Direkt auf der Flasche können auch Schriftzüge aufgeprägt sein, etwa Leihflasche Deutscher Brunnen GDB bei der Normbrunnenflasche, VdF-Pfandflasche, VdF Mehrweg Reusable / Réutilisable, Mehrweg-Deposit oder ähnliches.
Bei bereits mehrfach befüllten Flaschen finden sich zudem oft matte Streifen oberhalb und unterhalb vom Etikett, sog. Umlaufspuren, die durch Reibung der Flaschen aneinander in den Abfüllbetrieben entstehen und mit Häufigkeit der Umläufe zunehmen. Bei manchen PET-Mehrwegflaschen sind zudem kleine Dreiecke unter dem Etikett zu sehen, die die Anzahl der Umläufe markieren.
Die Getränkekategorie Wein beheimatet über 400 verschiedene individuelle Flaschentypen, was die Ausdehnung des bestehenden Mehrwegsystems bisher erschwert.

## Statistiken
2022 wurden 33,5 % der in Deutschland konsumierten pfandpflichtigen Getränke in Mehrwegverpackungen abgefüllt. Bei der Getränkesparte Bier lag der Anteil der Mehrweg-Glasflaschen bei 78,3 %.

## Ökologische Aspekte

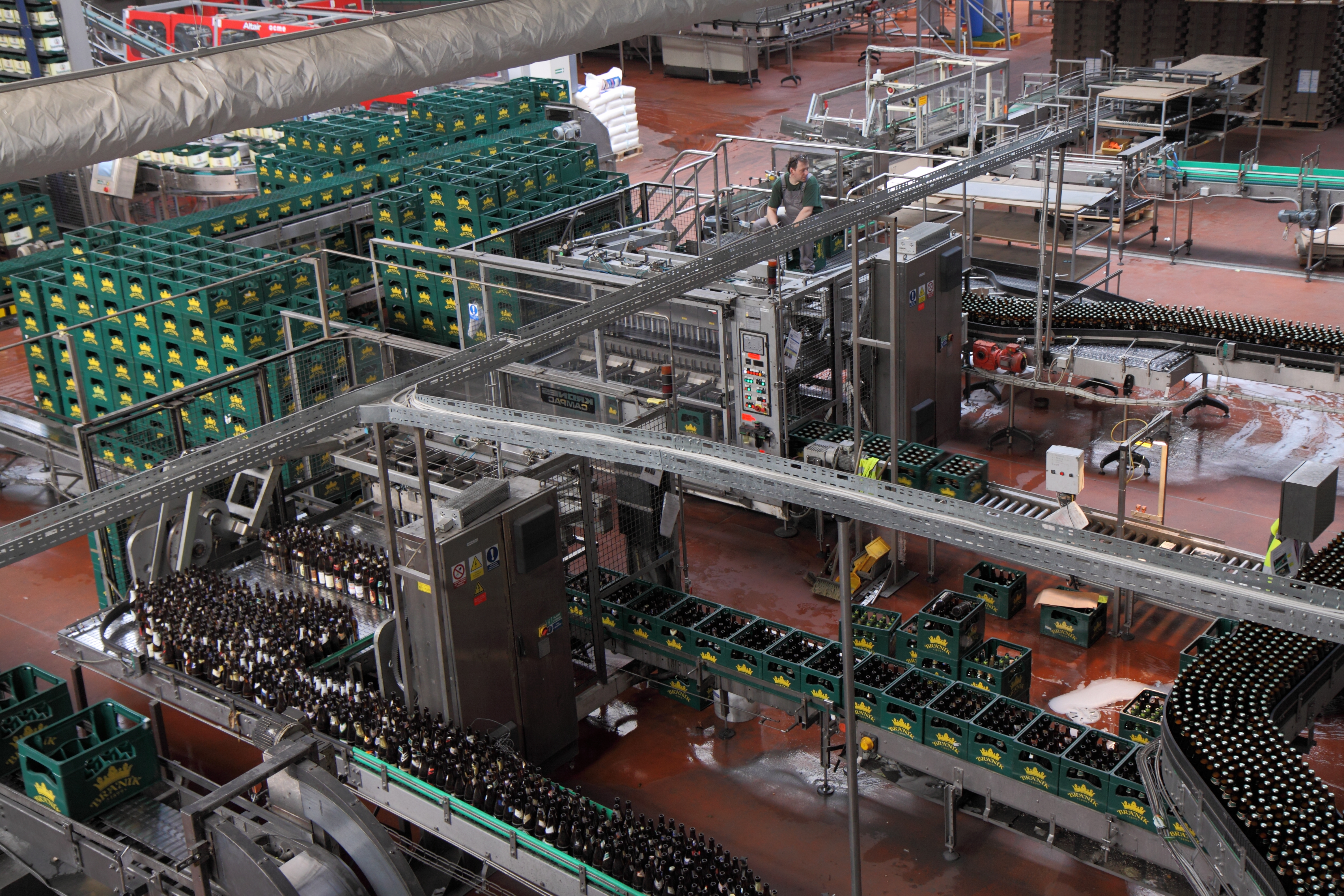
Entnahme von Mehrwegglasflaschen aus zurückgegebenen Getränkekisten

Glasflaschen des Mehrwegsystems können bis zu fünfzigmal, solche aus PET 25 mal befüllt werden. Wichtig ist dabei, dass möglichst alle Flaschen unbeschädigt zurücklaufen, denn nur so lohnt sich die Investition in die haltbaren Flaschen, die ein mehrfaches Befüllen zulassen.
Mehrweggetränkebehälter sind Einweggetränkebehälter laut einer Studie der Wirtschaftsprüfungsgesellschaft PricewaterhouseCoopers im Auftrag der Deutschen Umwelthilfe in ökologischer Hinsicht überlegen, sofern sie nicht über lange Distanzen transportiert werden. Problematisch ist dabei die Entwicklung weg von einer Einheitsflasche hin zu einer Individualflasche, da Letztere zu ihrem Ursprungsort (in der Regel per Lastkraftwagen) transportiert werden muss und nicht von anderen Brauereien erneut befüllt werden kann.
Besonders bei der Bierflasche verändern immer mehr Brauereien ihre Flaschen, um einen Verbraucherbezug herzustellen und die Markenbindung der Kunden zu verstärken. Waren es 2012 noch 15 % individualisierte Mehrweg-Bierflaschen, lag der Anteil im Jahr 2017 bereits bei 42 %. Auch bei Mineralwasser beginnen Hersteller, ihre Flaschen zu verändern. Trotz einer verfügbaren Normbrunnenflasche hat sich bspw. der Abfüller Gerolsteiner Brunnen dazu entschieden, eigene Flaschen zu verwenden. Insgesamt wird so der ökologische Vorteil zu Einwegpfand geschwächt.
Durch ein freiwilliges Tauschportal können betroffene Unternehmen solches individualisiertes, quasi „fremdes“ Leergut ohne aufwändige und kostenintensive Maßnahmen bundesweit gegen ihr eigenes Leergut tauschen. Trotz der wirtschaftlichen Vorteile werden die Flaschen so weiterhin leer durch Deutschland geschickt, was zusätzliche Emissionen herbeiführt.

## Steuerliche Aspekte
Der Einzelhandel erhebt Pfand – gleich ob Ein- oder Mehrwegpfand – brutto, führt also daraus Umsatzsteuer ab. Die Verpackung ist Nebenleistung, sie wird umsatzsteuerlich ignoriert und wie ein Teil der Hauptleistung behandelt. Damit wird sie wie die Hauptleistung, zum Beispiel wie das Getränk, mit Umsatzsteuer belegt. Erstattet der Einzelhändler das Pfandgeld, wirkt die wie eine nachträgliche Kaufpreisminderung und ist entsprechend steuerlich abzugsfähig. So sind Pfandflaschen für Milch nur mit 7 % belastet.
Großhändler dagegen erheben das Pfand netto, schlagen also Umsatzsteuer zusätzlich auf die genannten Beiträge auf. Das heißt, dass der Einzelhändler mehr Pfand an den Großhändler bezahlen muss und dieses mehr bezahlte Geld – sowie die selbst abgeführte Umsatzsteuer – nur wieder zurückbekommt, wenn der Verbraucher die Flaschen/Kisten bei ihm wieder zurückgibt.